# Mephritus guttatus
Mephritus guttatus är en skalbaggsart som beskrevs av Dilma Solange Napp och Martins 1982. Mephritus guttatus ingår i släktet Mephritus och familjen långhorningar. Inga underarter finns listade i Catalogue of Life.